# Gömböc
En gömböc (udtales gömböts) er et tredimensionelt legeme med kun ét stabilt og ét labilt ligevægtspunkt, når det hviler på en plan flade (et såkaldt konvekst mono-monostatisk legeme med homogen densitet).
Et andet mono-monostatisk legeme er en kugle, der er tungere i den ene side end den anden, og derfor vil søge at ligge med den tunge del nedad. En sådan kugle har også kun ét stabilt og ét labilt ligevægtspunkt – det labile punkt er med tyngden i toppen af kuglen. Det særlige ved en gömböc er at den også har ensartet densitet.
Skjoldet på den indiske stjerneskildpadde, Geochelone elegans, har stor lighed med en gömböc, og hvis den vælter om på siden, kan den således også komme tilbage på "ret køl" stort set uden at tage benene til hjælp.

## Reference
- Varkonyi, P.L., Domokos, G. (2006). "Mono-monostatic bodies: the answer to Arnold's question" (PDF). The Mathematical Intelligencer. 28 (4): 34-38.{{cite journal}}:  CS1-vedligeholdelse: Flere navne: authors list (link)

| Dodekaeder | Spire Denne artikel om geometri er en spire som bør udbygges. Du er velkommen til at hjælpe Wikipedia ved at udvide den. |